# Petrovka (Oblast' autonoma ebraica)
Petrovka (in lingua russa Петровка) è un centro abitato dell'Oblast' autonoma ebraica, situato nel Birobidžanskij rajon.